# Cantonul Nieul
Cantonul Nieul este un canton din arondismentul Limoges, departamentul Haute-Vienne, regiunea Limousin, Franța.

## Comune
| Comune        | Populație (1999) | Cod poștal | Cod INSEE |
| ------------- | ---------------- | ---------- | --------- |
| Chaptelat     | 1.817            | 87270      | 87038     |
| Nieul         | 1.608            | 87510      | 87107     |
| Peyrilhac     | 1.200            | 87510      | 87118     |
| Saint-Gence   | 2.019            | 87510      | 87143     |
| Saint-Jouvent | 1.633            | 87510      | 87152     |
| Veyrac        | 1.992            | 87520      | 87202     |